# Azusa Tadokoro
Azusa Tadokoro (田所あずさ, Tadokoro Azusa; * 10. November 1993 in der Präfektur Ibaraki) ist eine japanische Synchronsprecherin (Seiyū) und Sängerin. Sie gehört der Agentur Horipro an und ihre Musik wird von Lantis vertrieben. Ihre bekanntesten Rollen sind Aoi Kiriya von Aikatsu! und Shizuka Mogami von The Idolmaster Million Live!

## Rollen (Auswahl)

### Anime Serien

#### 2012
- Aikatsu! (Aoi Kiriya)[4]
- Nakaimo - My Sister is Among Them! (schoolgirl)
- So, I Can't Play H! (Muneo Meshiyori)

#### 2013
- Karneval (nurse)
- I Couldn't Become a Hero, So I Reluctantly Decided to Get a Job. (Fino Bloodstone)

#### 2014
- Daimidaler the Sound Robot (Sewashiko Goya)[5]
- Brynhildr in the Darkness (Kotori Takatori)
- Himegoto (Hiro Toyotomi)[6]
- Tokyo ESP (Murasaki Edoyama)[7]

#### 2015
- Dempa Kyōshi (Kiriko Shikishima)[8]
- Sound! Euphonium (Azusa Sasaki)

#### 2016
- Divine Gate (Bedivere)[9]
- Myriad Colors Phantom World (Ruru)[10]
- Bakuon!! (Yume Sakura)[11]
- Big Order (Iyo)[12]
- Aikatsu Stars! (Yuzu Nikaido)
- Trickster (Nao Nakamura)

#### 2017
- Masamune-kun's Revenge (Tae Futaba)[13]
- Shūmatsu Nani Shitemasu ka? Isogashii Desu ka? Sukutte Moratte Ii Desu ka? (Chtholly Nota Seniorious)[14]
- The Seven Deadly Sins (Melancholy Demon Lord Astaroth)[15]

#### 2018
- Violet Evergarden (Luculia Marlborough)
- Aikatsu Friends! (Karen Kamishiro)[16]
- Uma Musume Pretty Derby (Symboli Rudolf)
- Pop Team Epic (Pipimi)

### Anime Filme

#### 2013
- The Garden of Words (School Girl)

#### 2014
- Aikatsu! The Movie (Aoi Kiriya)
- Persona 3 The Movie:#2 Midsummer Knight's Dream (School Girl B)

#### 2016
- Aikatsu Stars! The Movie (Yuzu Nikaido)
- Pop in Q (Miharu Fukamachi)

### Videospiele

#### 2013
- The Idolmaster Million Live! (Shizuka Mogami)[17]

#### 2017
- BanG Dream! Girls Band Party! (Kaoru Seta)[18]
- The Idolmaster Million Live! Theater Days (Shizuka Mogami)

#### 2018
- Shadowverse (Galmieux, Omen of Disdain)
- Uma Musume Pretty Derby (Symbolie Rudolf)[19]

## Diskografie

### Alben
- Beyond Myself! (2014)
- It’s my CUE. (2016)
- So What? (2017)

### Singles
- Dream Line (2015)
- Kimi to no Yakusoku o Kazoeyo (君との約束を数えよ; 2015)
- Junshin Always (純真Always; 2016)
- 1Hope Sniper (2016)
- Unmei Dilemma (運命ジレンマ; 2017)
- Dearest Drop (2017)
- Resolve (2018)

## Nachweise
1. ↑  田所あずさ 公式HP. (tadokoroazusa.com [abgerufen am 12. November 2018]). 田所あずさ 公式HP (Memento vom 20. Februar 2020 im Internet Archive)
2. ↑  田所あずさ（タドコロ　アズサ） | ホリプロオフィシャルサイト. Abgerufen am 12. November 2018 (japanisch).
3. ↑  田所あずさ | Artist | Lantis web site. Abgerufen am 12. November 2018 (japanisch).
4. ↑  テレビ東京・あにてれ　アイカツ！ Abgerufen am 12. November 2018.
5. ↑  「健全ロボ ダイミダラー」. Abgerufen am 12. November 2018 (japanisch).
6. ↑  Natasha, Inc.: 女装男子もの「ひめゴト」アニメキービジュ＆追加声優発表 - コミックナタリー. Abgerufen am 12. November 2018 (japanisch).
7. ↑  『東京ESP』が、7月11日よりTOKYO MX他にて放送決定！ | アニメイトタイムズ. In: 『東京ESP』が、7月11日よりTOKYO MX他にて放送決定！ - アニメイトタイムズ. (animate.tv [abgerufen am 12. November 2018]).
8. ↑  電波教師. Abgerufen am 12. November 2018 (japanisch).
9. ↑  TVアニメ『ディバインゲート』公式サイト. Abgerufen am 12. November 2018.
10. ↑  TVアニメ「無彩限のファントム・ワールド」公式サイト. Abgerufen am 12. November 2018 (japanisch).
11. ↑  STAFF & CAST -アニメ『ばくおん!!』公式サイト-. Abgerufen am 12. November 2018.
12. ↑  Natasha, Inc.: えすのサカエの異能力アクション「ビッグオーダー」が2016年春TVアニメ化 - コミックナタリー. Abgerufen am 12. November 2018 (japanisch).
13. ↑  TVアニメ「政宗くんのリベンジ」公式サイト: スタッフ＆キャスト｜TVアニメ「政宗くんのリベンジ」公式サイト. In: TVアニメ「政宗くんのリベンジ」公式サイト. (masamune-tv.com [abgerufen am 12. November 2018]).
14. ↑  声優・田所あずさ、6thシングル「DEAREST DROP」を4/26にリリース決定. In: マイナビニュース. (mynavi.jp [abgerufen am 12. November 2018]).
15. ↑  CAST&STAFF -アニメ「sin 七つの大罪」公式サイト-. Abgerufen am 12. November 2018 (japanisch).
16. ↑  Natasha, Inc.: 【イベントレポート】「アイカツフレンズ！」W主演の松永あかねと木戸衣吹、早くも友達らしさ見せる - コミックナタリー. Abgerufen am 12. November 2018 (japanisch).
17. ↑  アイドルマスター ミリオンライブ！ | バンダイナムコエンターテインメント公式サイト. Archiviert vom Original (nicht mehr online verfügbar) am 16. Februar 2015; abgerufen am 12. November 2018 (japanisch).
18. ↑  バンドリ！ ガールズバンドパーティ！ Abgerufen am 12. November 2018 (japanisch).
19. ↑  シンボリルドルフ｜ウマ娘 プリティーダービー 公式ポータルサイト｜Cygames. In: ウマ娘 プリティーダービー 公式ポータルサイト. (umamusume.jp [abgerufen am 12. November 2018]).

| Personendaten    | Personendaten                                      |
| ---------------- | -------------------------------------------------- |
| NAME             | Tadokoro, Azusa                                    |
| KURZBESCHREIBUNG | japanische Synchronsprecherin (Seiyū) und Sängerin |
| GEBURTSDATUM     | 10. November 1993                                  |
| GEBURTSORT       | Präfektur Ibaraki                                  |